# لوواشبرنی
لوواشبرنی (به مجاری:  Lovasberény) یک شهرداری در مجارستان است که در ناحیه سکش‌فهروار واقع شده‌است. لوواشبرنی ۶۰٫۶۲ کیلومتر مربع مساحت و ۲٬۷۱۳ نفر جمعیت دارد.